# ترومن سیمور
```
ترومن سیمور
 (۲۴ سپتامبر ۱۸۲۴ 
–
 ۳۰ اکتبر ۱۸۹۱) نظامی و نقاش آمریکایی بود. وی در سال ۱۸۶۴ پس از دانش‌آموختگی از 
وست پوینت
 بعنوان افسر توپخانه در طی 
جنگ داخلی آمریکا
 در 
ارتش اتحادیه
 مشغول به خدمت شد. وی پیش از آغاز جنگ داخلی سابقه حضور در 
جنگ آمریکا و مکزیک
 و 
نبرد سمینوله
 را داشته. سیمور پس از بازنشستگی از ارتش در سال ۱۸۷۶ برای ادامه زندگی به شهر 
فلورانس
 مهاجرت کرد و تا پایان عمر در آنجا به حرفه نقاشی پرداخت.
[
۱
]
```

## نگارخانه

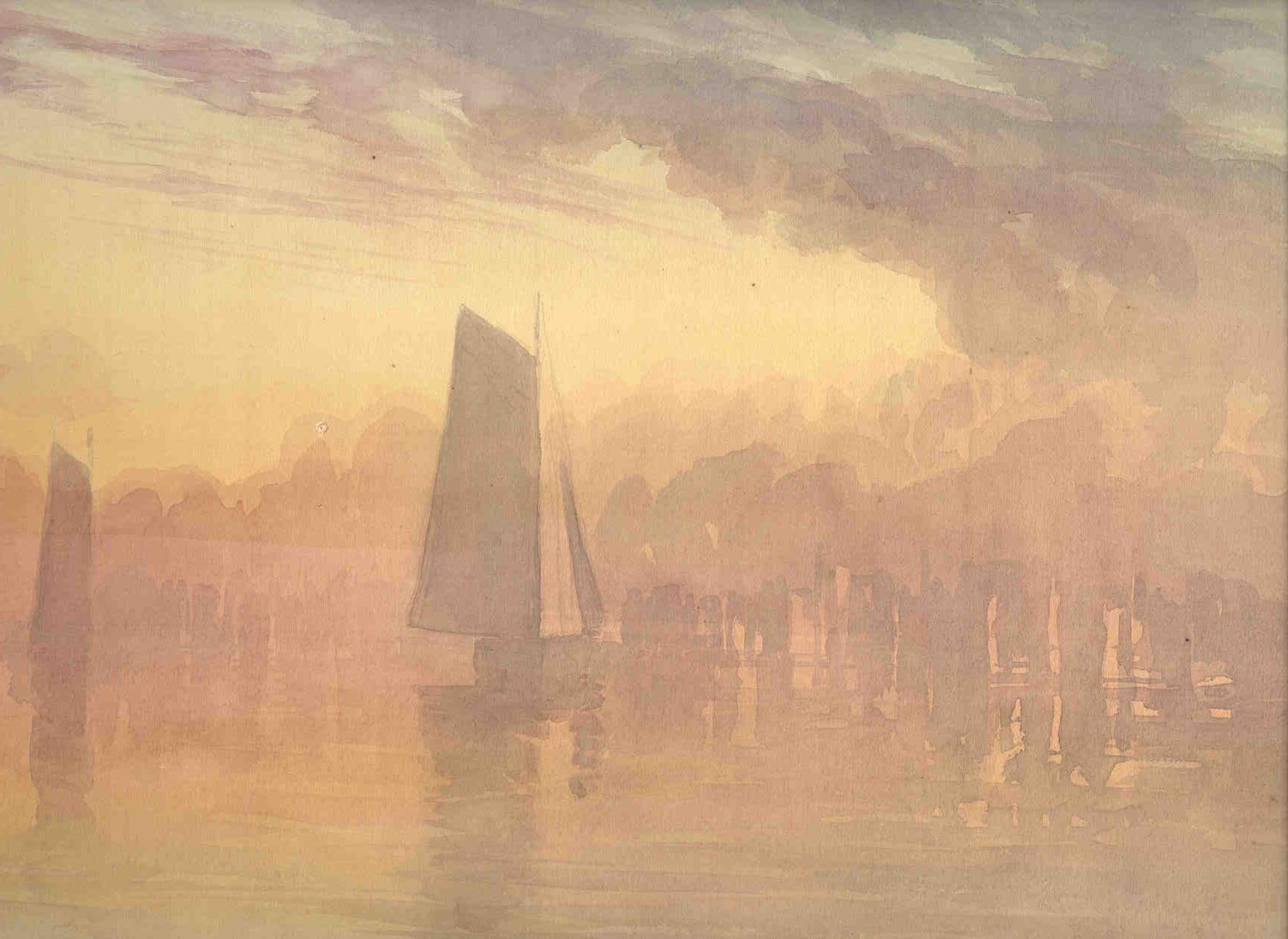
رودخانه هادسون: قایق بادبانی در غروب آفتاب
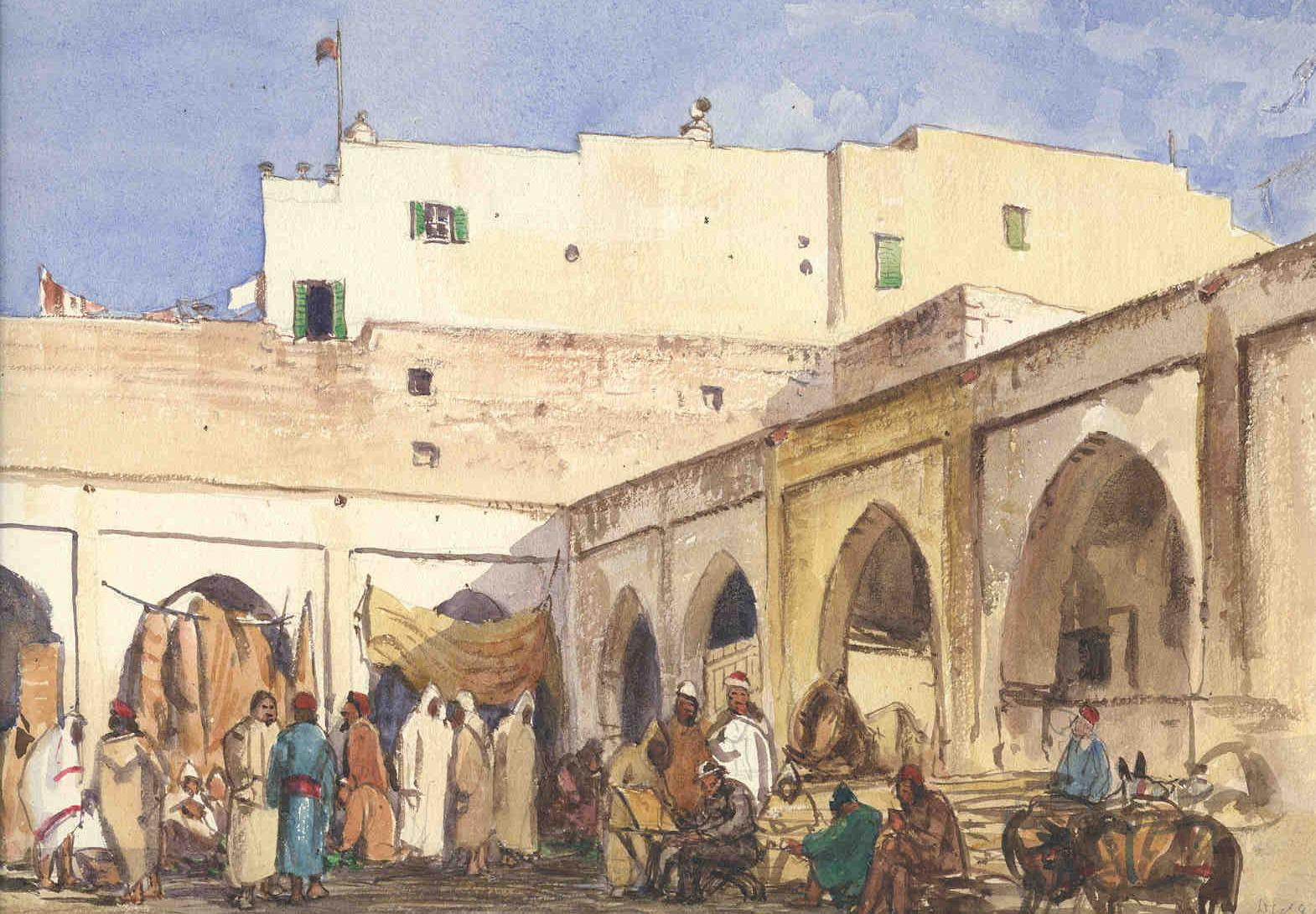
بازار مراکش با پرچم قرمز رنگ
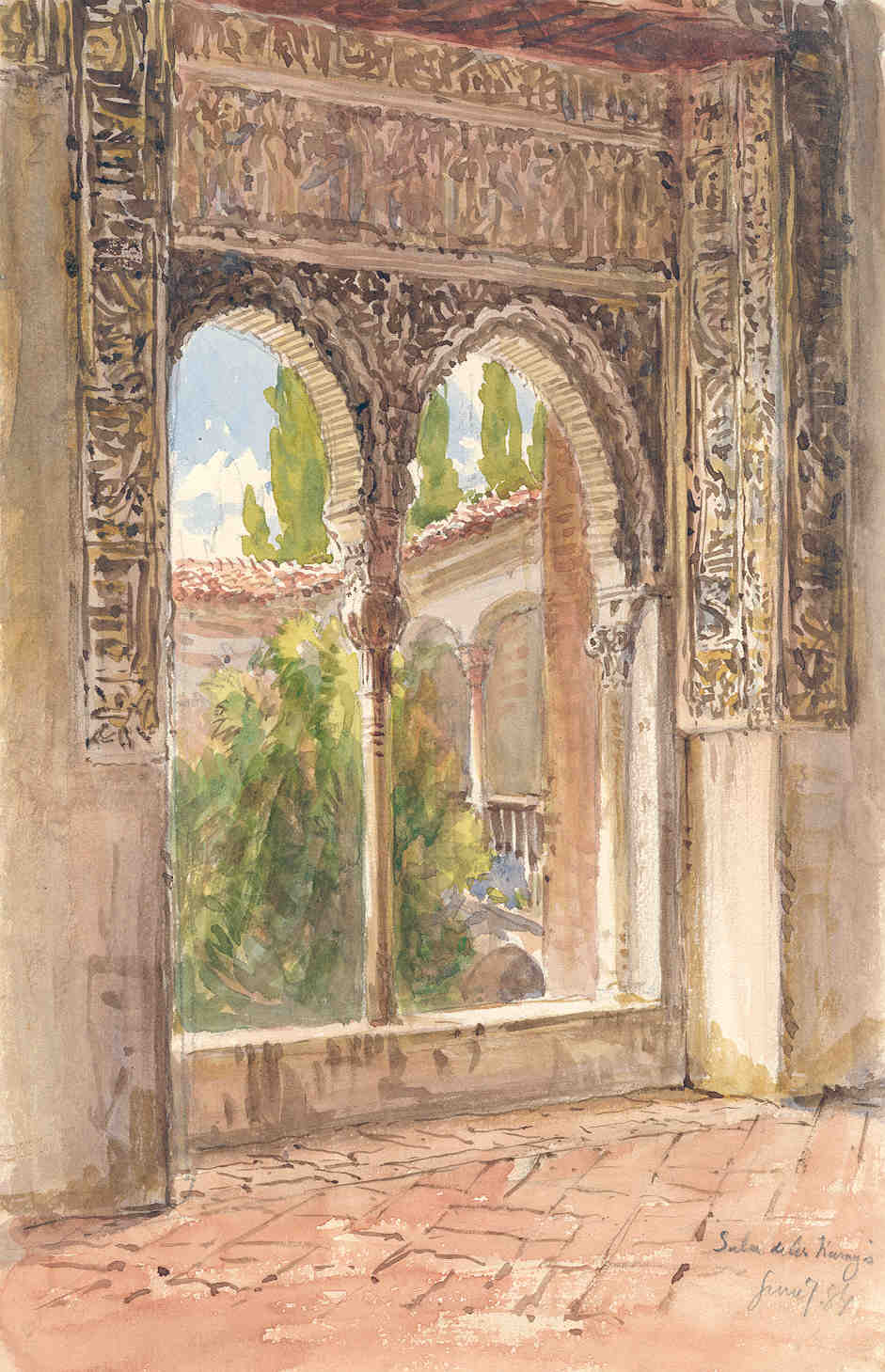
ایوان حیاط کاخ الحمرا
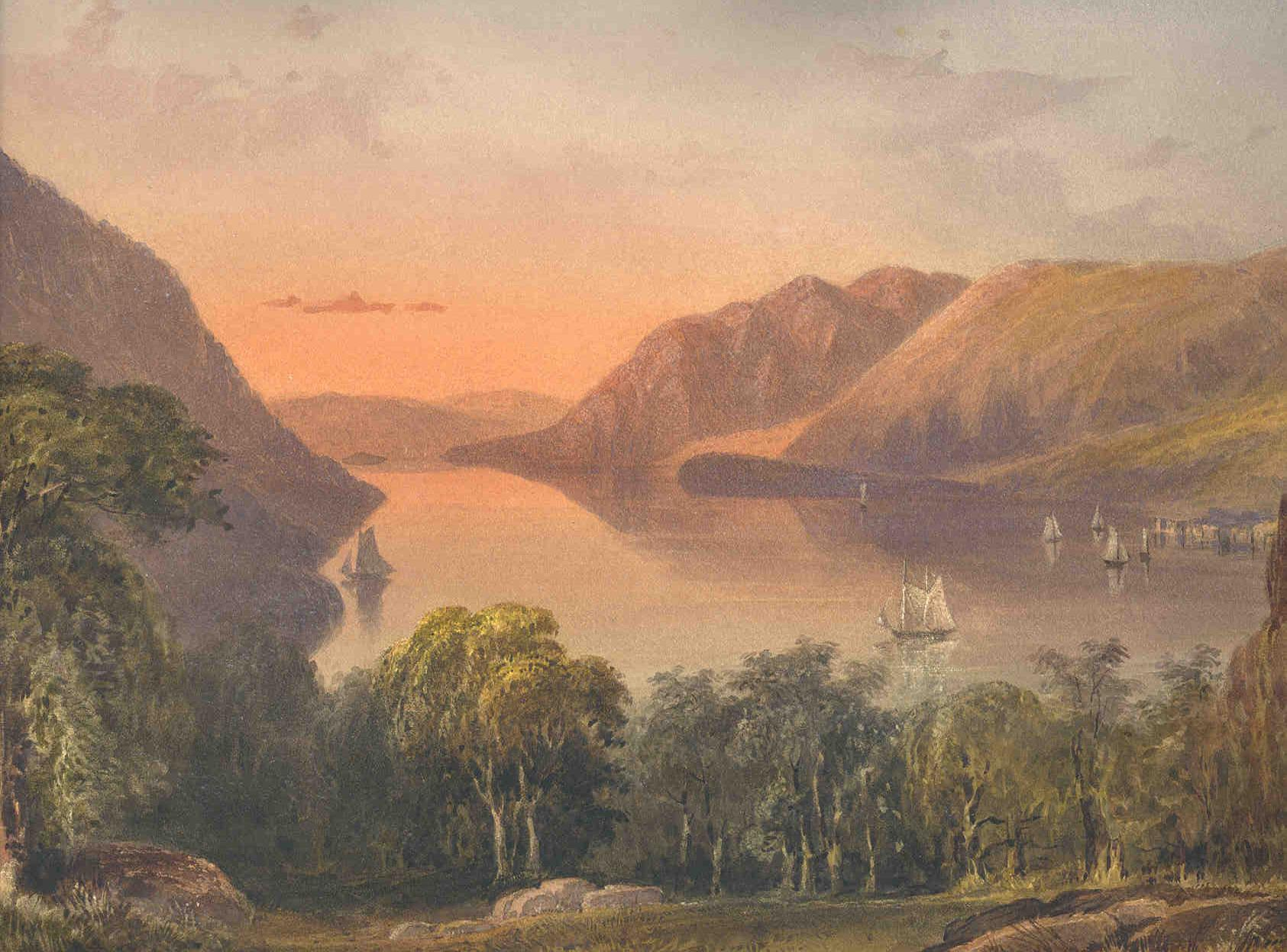
رودخانه هادسون از وست پوینت